# Астраханский 8-й драгунский полк

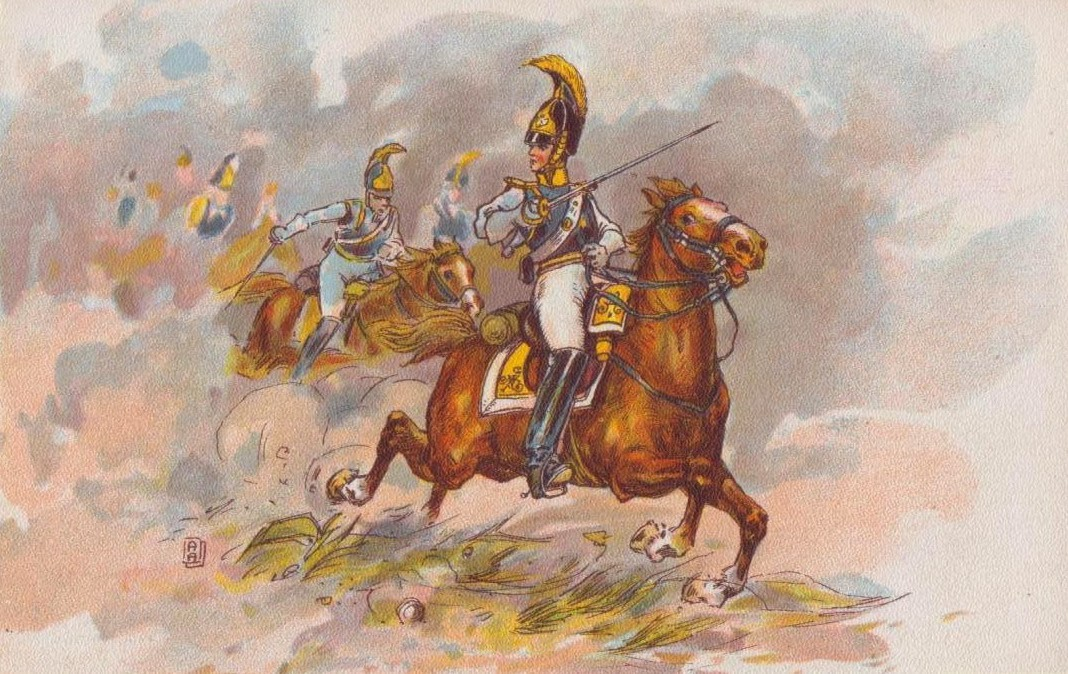
А. П. Апсит Атака кирассир. (Цвета обмундирования соответствуют Астраханскому кирасирскому полку.)

8-й драгунский Астраханский полк — кавалерийская воинская часть Русской императорской армии.
Старшинство — 20.08.1798, по Новоархангельскому драгунскому полку.

## Места дислокации
- 1820 — Рыльск Курской губернии[1]. Полк входил в состав 2-й кирасирской дивизии.

## Формирование
- 12.10.1811 — генерал-майором Бороздиным 2-м в м. Усвяты Велижского уезда Витебской губернии из офицеров и нижних чинов, отделённых от лейб-кирасирского Его Величества, лейб-кирасирского Её Величества, Екатеринославского кирасирского, Рижского, Казанского, Ямбургского, Нежинского, Псковского, Московского, Финляндского и Митавского драгунских, Гродненского, Елисаветградского и Изюмского гусарских полков сформирован Астраханский кирасирский полк в составе 5-ти эскадронов (ПСЗ, XXXI, 24808).
- 1812 — назначен в 1-ю кирасирскую бригаду 1-й кирасирской дивизии генерала Н. И. Депрерадовича.
- 10.05.1838 — Кирасирский Принца Вильгельма Прусского полк;
- 26.09.1851 — Астраханский кирасирский полк;
- 20.09.1852 — Кирасирский Е. И. В. Великого Князя Николая Николаевича полк;
- 26.06.1856 — полк приведен в состав 6 действующих и 2 резервных эскадронов (2ПСЗ, XXXI, 30645)
- 1.11.1856 — полк приведен в состав 4 действующих и одного резервного эскадронов (пр. воен. министра № 254)
- 19.03.1857 — Астраханский кирасирский Его Императорского Высочества Великого Князя Николая Николаевича Старшего полк (Выс. пр.)
- 30.11.1857 — полк приведён к кадровому составу; Астраханский кирасирский Его Императорского Высочества Великого Князя Николая Николаевича Старшего кадровый полк (пр. воен. министра № 299).
- 14.05.1860 — к Новоархангельскому драгунскому полку присоединен штандартный взвод Астраханского кирасирского Его Императорского Высочества Великого Князя Николая Николаевича Старшего кадрового полка и полк назван Астраханским драгунским Его Императорского Высочества Великого Князя Николая Николаевича Старшего полком (ПВМ № 121)
- 19.10.1863 — резервные эскадроны отделены в состав особой резервной кавалерийской бригады (2ПСЗ, XXXVIII, 40137)
- 29.12.1863 — 6-й резервный эскадрон упразднён; в составе 4-й кавалерийской бригады повелено иметь один резервный эскадрон Астраханского драгунского Его Императорского Высочества Великого Князя Николая Николаевича Старшего полка (2ПСЗ, XXXVIII, 20425)
- 25.03.1864 — 8-й драгунский Астраханский Его Императорского Высочества Великого Князя Николая Николаевича Старшего полк
- 27.07.1875 — резервный эскадрон переименован в запасный эскадрон (пр. по вв. № 220)
- 18.08.1882 — 22-й драгунский Астраханский Его Императорского Высочества Великого Князя Николая Николаевича Старшего полк (Выс. пр.).
- 11.08.1882 — полк приведен в состав 6 эскадронов. Запасный эскадрон обращен в отделение кадра № 8 кавалерийского запаса (пр. по вв. № 197).
- 26.04.1891 — 22-й драгунский Астраханский генерал-фельдмаршала Великого Князя Николая Николаевича полк (Выс. пр.)
- 8.09.1897 — выделен эскадрон на формирование 53-го драгунского Новоархангельского полка. Взамен сформирован новый эскадрон (Выс. пр. от 26.11.1897).
- 4.12.1901 — выделен взвод на формирование 55-го драгунского Финляндского полка. Взамен сформирован новый взвод (Выс. пр.).
- 6.12.1907 — 8-й драгунский Астраханский генерал-фельдмаршала Великого Князя Николая Николаевича полк (Выс. пр.)
- 14.09.1911 — утверждён для ношения нагрудный полковой знак.
- 27.12.1917 — «впредь до общей реорганизации армии» переименован в Астраханский кирасирский украинский полк (Приказ Русским войскам Румынского фронта от 27 декабря 1917 года № 1287).
- 1918 — упразднён.

## Белая эмиграция
После Гражданской войны в России полк был воссоздан в Белой эмиграции. Так, белоэмигрантская газета «Часовой» отмечает, что в 1929 году полк принимал участие в установке памятной доски в склепе Великого князя Николая Николаевича (Младшего).

## Знаки отличия
1. георгиевский штандарт с надписью «За двукратный переход через Балканы, 1877»
2. у 1-го дивизиона — георгиевские трубы «За отличие при поражении и изгнании неприятеля из пределов России, 1812 г.»
3. у 2-го дивизиона — серебряные трубы за лейпцигское сражение 1813 г. и Фер-Шампенуаз 1814 г.

## Шефы
- 12.10.1811 — ? гг. — генерал-майор Бороздин 2-й Николай Михайлович.
- 10.05.1838 — 26.09.1851 гг. — принц Прусский Вильгельм
- 20.09.1852 — 26.04.1891 гг. — великий князь Николай Николаевич Старший

## Командиры
- 12.10.1811 — 07.10.1813[3] — полковник (с 16.03.1813 генерал-майор) Каратаев, Василий Иванович
- 08.01.1814 — 01.06.1815 — полковник (с 07.02.1814 генерал-майор) Сталь, Карл Густавович
- 01.06.1815 — 24.01.1818 — подполковник (с 10.10.1814 полковник) Громов, Фёдор Васильевич
- 24.01.1818 — 12.12.1824 — полковник барон фон дер Остен-Сакен, Дмитрий Ерофеевич
- 29.03.1825 — 06.03.1831 — полковник Кутлер, Фёдор Львович
- 06.03.1831 — 05.12.1835 — подполковник (с 13.09.1832 полковник) барон Менгден, Евстафий Романович
- 06.12.1835 — 15.10.1842 — подполковник (с 04.09.1837 полковник) Милевский, Николай Антонович[4]
- 15.12.1842 — 21.05.1847 — подполковник (с 31.12.1845 полковник) Москатиньев, Александр Семёнович
- 21.05.1847 — 31.01.1854 — полковник (с 26.11.1852 генерал-майор) Кнорринг, Владимир Иванович
- 31.01.1854 — 14.05.1860 — полковник Медиш, Григорий Максимович
- 14.05.1860[5] — 18.03.1865 — полковник Бодиско, Константин Николаевич
- 18.03.1865 — 02.04.1865[6] — полковник Шухт, Александр Иванович
- 02.04.1865 — 16.04.1872 — полковник Рахубович, Александр Романович
- 23.04.1872 — 29.05.1878— полковник Мацилевич, Николай Иосифович
- 29.05.1878 — 06.05.1884 — флигель-адъютант полковник Олив, Сергей Васильевич
- 03.06.1884 — 17.02.1891 — полковник Пильсудский, Александр Мечиславович
- 24.02.1891 — 28.04.1899 — полковник Карганов, Адам Соломонович
- 25.05.1899 — 29.07.1899 — полковник князь Чхеидзе, Иван Семёнович
- 12.09.1899 — 26.11.1903 — полковник Карангозов, Константин Адамович
- 04.02.1904 — 09.06.1907 — полковник Бернов, Евгений Иванович
- 09.06.1907 — 15.05.1910 — полковник Эрдели, Иван Георгиевич
- 29.05.1910 — 02.04.1914 — полковник Исарлов, Иосиф Лукич
- 09.04.1914 — 06.06.1916 — полковник де Витте, Анатолий Яковлевич
- 10.07.1916 — 28.09.1917 — полковник Шостаков, Алексей Николаевич
- 13.10.1917 — ? — полковник Ставраки, Николай Михайлович

## Известные люди, служившие в полку
- штабс-ротмистр Аристарх Ильич Малама
- капельмейстер Исаак Исаевич Чернецкий

## Другие полки того же названия
- Астраханский драгунский полк — сформирован в Москве в 1701 г. как Драгунский князя Ивана Львова; с 1702 г. носил поочерёдно имена Ивана Игнатьева, Ивана Миллерфельзена, Нетергорста, Александра Инфлянта и Петра Жукова; 10.03.1708 г. — Астраханский драгунский; с 16.02. по 11.11.1727 г. — 2-й Белогородский; 30.03.1756 г. — Астраханский конно-гренадёрский; 19.02.1762 г. — Астраханский кирасирский; 25.04.1762 г. — Кирасирский генерал-майора Нарышкина; 5.07.1762 г. — Астраханский конно-гренадёрский; 14.01.1763 г. — Астраханский карабинерный; 24.10.1775 г. обращён на укомплектование Нижегородского драгунского полка.
- Астраханский драгунский полк — сформирован в 1720 г. как Астраханский гарнизонный драгунский; 13.05.1764 г. — преобразован в полевой Астраханский драгунский; 30.09.1798 г. — Драгунский генерал-майора Львова 2-го; 8.03.1800 г. расформирован.
- 12-й гренадерский Астраханский полк